# James Slagle
James R. (Robert) Slagle, auch Jim Slagle (* 1. März 1934 in Brooklyn; † 3. Dezember 2023), war ein US-amerikanischer Informatiker.

## Werdegang
Slagle entwickelte 1961 in seiner Dissertation am Massachusetts Institute of Technology bei Marvin Minsky eines der ersten Expertensysteme, Saint zur symbolischen Integration (A heuristic program that solves symbolic integration problems in freshman calculus, Symbolic Automatic Integrator, Saint). Er arbeitete danach unter anderem am Lawrence Radiation Laboratory, an den National Institutes of Health, dem Naval Research Laboratory und der Johns Hopkins University. Ab 1984 war er Distinguished Professor für Informatik an der University of Minnesota.
Er befasste sich mit heuristischer Programmierung, Spiele-Programmierung und Suchprogrammen.
Slagle war blind.

## Schriften
- Artificial intelligence: the heuristic programming approach, McGraw Hill 1970